# Ахмедов, Хан Ахмедович
Хан Ахмедович Ахмедов (туркм. Han Ahmedowiç Ahmedow) (16 июня 1936, Парау, Красноводская область, Туркменская ССР, СССР — 6 декабря 2006, Сердар, Балканский велаят, Туркменистан) — советский и туркменский партийный, государственный деятель. Председатель Совета Министров Туркменской ССР (1989—1990), 1-й премьер-министр Туркменской ССР/Туркменистана (1990—1991).

## Биография
В 1959 году окончил Ташкентский институт инженеров железнодорожного транспорта.
С 1959 года работал на станции Ашхабад, Ашхабадской железной дороги: дежурный инженер, заместитель начальника маневрового диспетчера, маневровый диспетчер,
с 1962 года — заместитель начальника станции, начальник станции. Затем работал заместителем начальника Ашхабадского отделения, начальником Чарджоуского отделения Среднеазиатской железной дороги.
С 1980 года — заведующий отделом транспорта и связи ЦК Компартии Туркменской ССР.
С 1985 года — первый секретарь Ашхабадского горкома КПСС.
С 1988 года — первый заместитель председателя Совета Министров Туркменской ССР.
С декабря 1989 года — председатель Совета Министров Туркменской ССР.
С ноября 1990 года — премьер-министр Туркменской ССР.
В ноябре 1991 года — начальник Туркменской железной дороги.
С декабря 1991 года — заместитель главы Правительства Туркменистана.
С августа 1992 года — Чрезвычайный и Полномочный посол Туркменистана в Турции. Занимал эту должность до 1994 года
Народный депутат Туркменской ССР. Член Центральной контрольной комиссии КПСС 1990—1991 гг. Член КПСС с 1963 по 1991 гг.
В сентябре 2002 года Ахмедов был отправлен в ссылку в город Сердар, где он оставался до своей смерти от сердечного приступа в конце 2006 года.

## Награды и звания
Награждён орденом Трудового Красного Знамени, орденом «Знак Почёта».